# Grande Anfiteatro della Sorbona

Panoramica del Grande Anfiteatro della Sorbona di Parigi.

Il Grande Anfiteatro della Sorbona (in francese Grand Amphithéâtre de la Sorbonne) è un grande aula dell'Università della Sorbona, situata nel Quartiere latino di Parigi, in Francia. Caratterizzata da un monumentale anfiteatro che abbraccia gran parte della struttura e da un affresco di Pierre Puvis de Chavannes, la stanza venne inaugurata nel 1889 e da allora è sede di varie cerimonie ufficiali da parte della stessa Sorbona e della Chancellerie des universités de Paris.

## Storia
Progettata da Henri-Paul Nénot nel 1884, la stanza venne inaugurata il 5 agosto 1889; con una capienza di circa 1600 persone nella platea e di circa 1100 persone per le tribune, arrivando fino a 3000 spettatori per determinate occasioni, per un totale di circa 2630 metri quadri.
La stanza è sede di discorsi ufficiali, eventi, cerimonie, concerti, lauree e premiazioni da parte dell'Università della Sorbona e della Chancellerie des universités de Paris. Qui si tennero la cerimonia di apertura I Congresso Olimpico e parte delle discussioni delle due commissioni, con cui vennero ristabiliti i Giochi olimpici e fu fondato il Comitato Olimpico Internazionale.
Dal 1975 il Grande Anfiteatro è censito come monumento storico, insieme ad altre strutture del complesso della Sorbona. Tra gli artisti musicali che hanno usato la sala per i loro concerti vi sono stati Anne Queffélec e Thomas Enhco, oltre ad un gran numero di cori ed orchestre.

## Descrizione

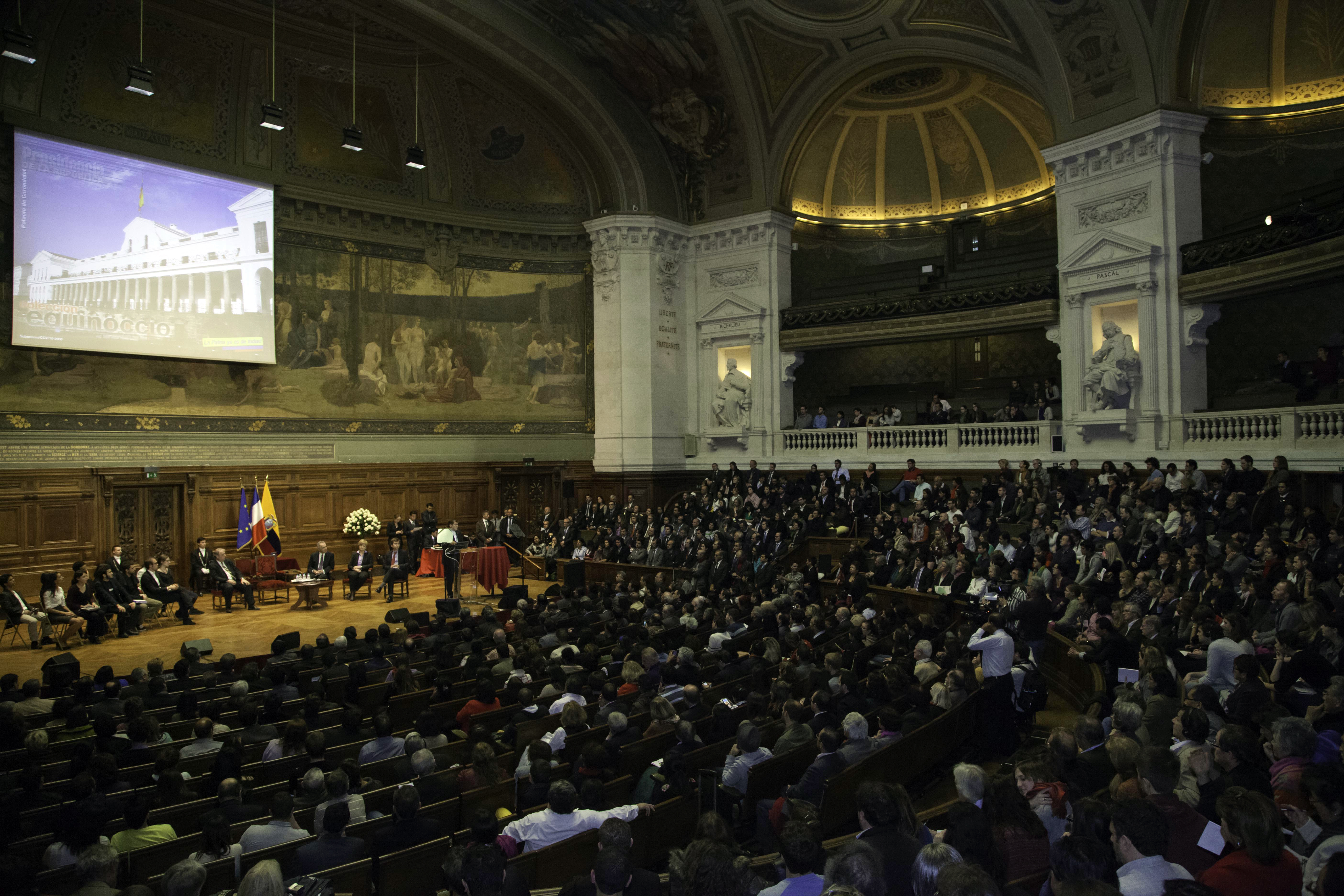
Il Grande Anfiteatro della Sorbona nel 2013.

La facciata della struttura, il cui ingresso è situato in Rue des Écoles nº 47, è decorata da due bassorilievi raffiguranti allegorie della letteratura francese e delle scienze, realizzate rispettivamente da Henri Chapu e Antonin Mercié, e da altre statue. Nell'androne vi sono poi tre cappelle che danno accesso alle scale che portano al peristilio del primo piano; a destra vi è una statua di Omero che rappresenta la letteratura, a sinistra si staglia invece l'immagine di Archimede come modello per la Scienza, mentre al centro si trova l'ingresso per il pubblico.
Ai lati poi sono situate le due scale che conducono al Grande Anfiteatro, al Grande Salone e ad altre stanze della Sorbona; realizzate in ferro battuto, queste sono ornate da medaglioni che rappresentano varie città universitarie in tutto il mondo e terminano con una sfera celeste che rappresenta i segni dello zodiaco. Intorno al peristilio vi è una notevole collezione di dipinti di François Flameng e Théobald Chartran riguardanti sempre il tema della letteratura e delle scienze; qui si può trovare anche un'opera che rappresenta la consegna della Carta della Sorbona a Robert de Sorbon da parte di Luigi IX di Francia nel 1257.
Dal primo piano si accede alle tribune dell'anfiteatro; intorno alle gradinate ci sono dieci grandi gallerie su due livelli, con un loggione d'onore al centro, le cui cupole sono state decorate da vari pittori simbolisti. Le gallerie sono separate da sei statue raffiguranti illustri personalità: i fondatori della Sorbona Robert de Sorbon (Gustave Crauck) e Armand-Jean du Plessis de Richelieu (Alfred-Désiré Lanson), letterati come Cartesio (Jules Coutan) e Charles Rollin (Jules-Clément Chaplain) e uomini di scienza come Blaise Pascal (Louis-Ernest Barrias) e Antoine-Laurent de Lavoisier (Jules Dalou). Al centro della stanza, sopra il palcoscenico, si staglia un monumentale affresco di 25,6 m per 4,5 m di Pierre Puvis de Chavannes intitolato "Le Bois Sacré" (in italiano "Il Bosco Sacro"), che raffigura una personificazione femminile della Sorbona circondata da vari personaggi, che rappresentano delle allegorie delle discipline insegnate in questa università. Sopra l'affresco si staglia una cupola, in cui si trovano cinque grandi medaglioni monocromi di Pierre-Victor Galland raffiguranti il Diritto, la Medicina, le Scienze, le Arti e la Teologia, ovvero le cinque facoltà che costituivano l'università parigina nel 1889.

## Galleria d'immagini

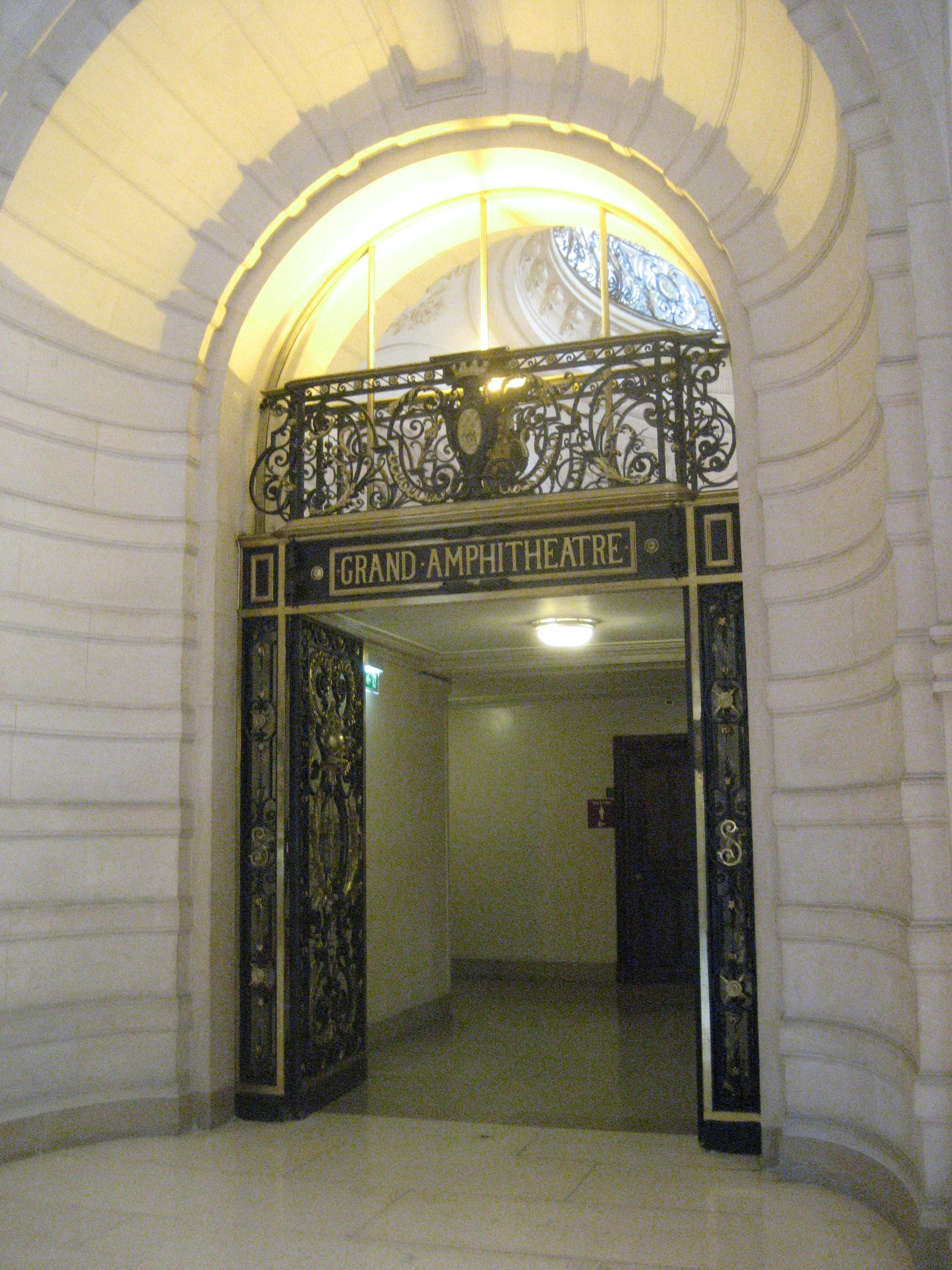
L'entrata del Grande Anfiteatro
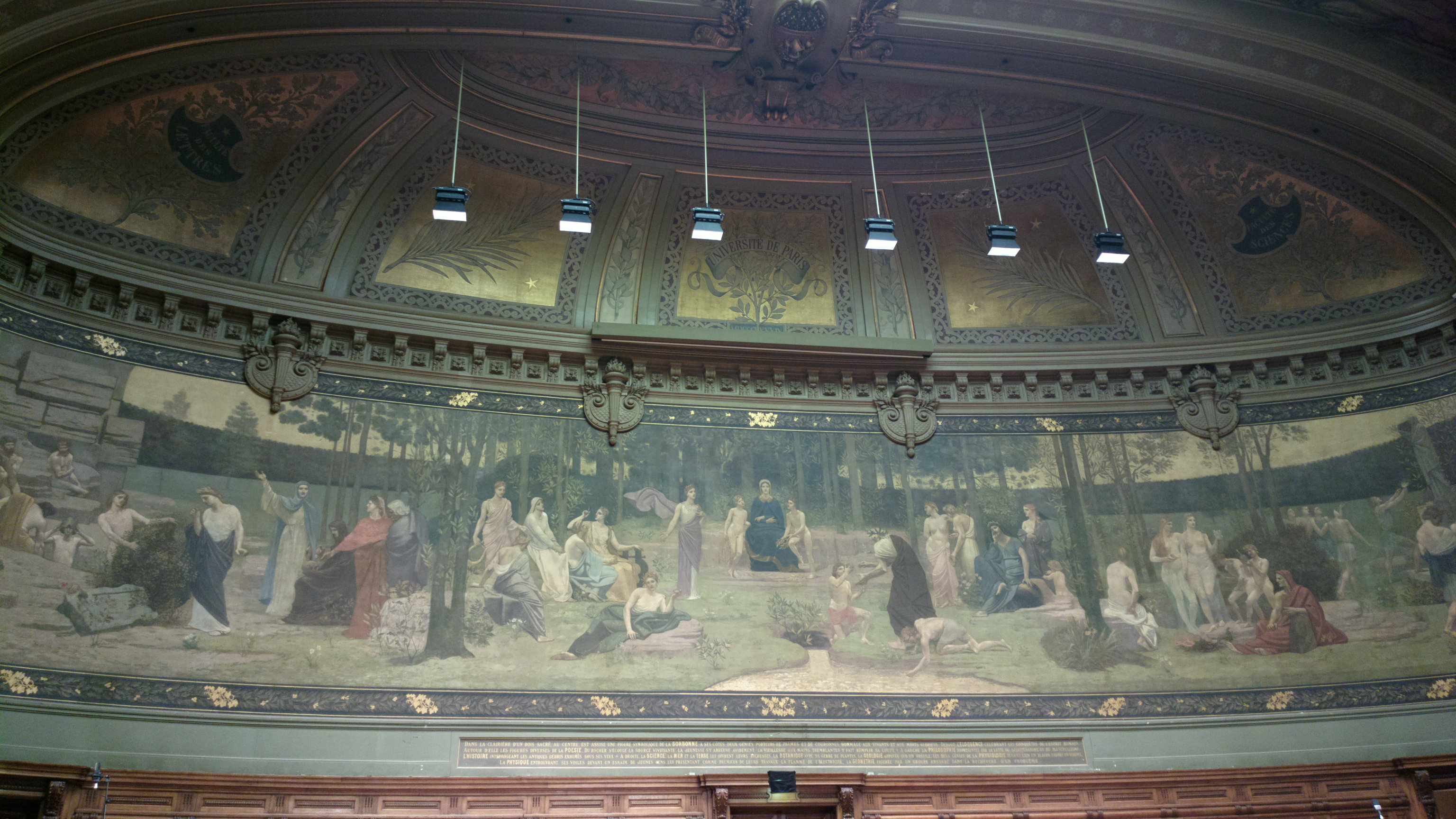
Il Bosco Sacro di Pierre Puvis de Chavannes
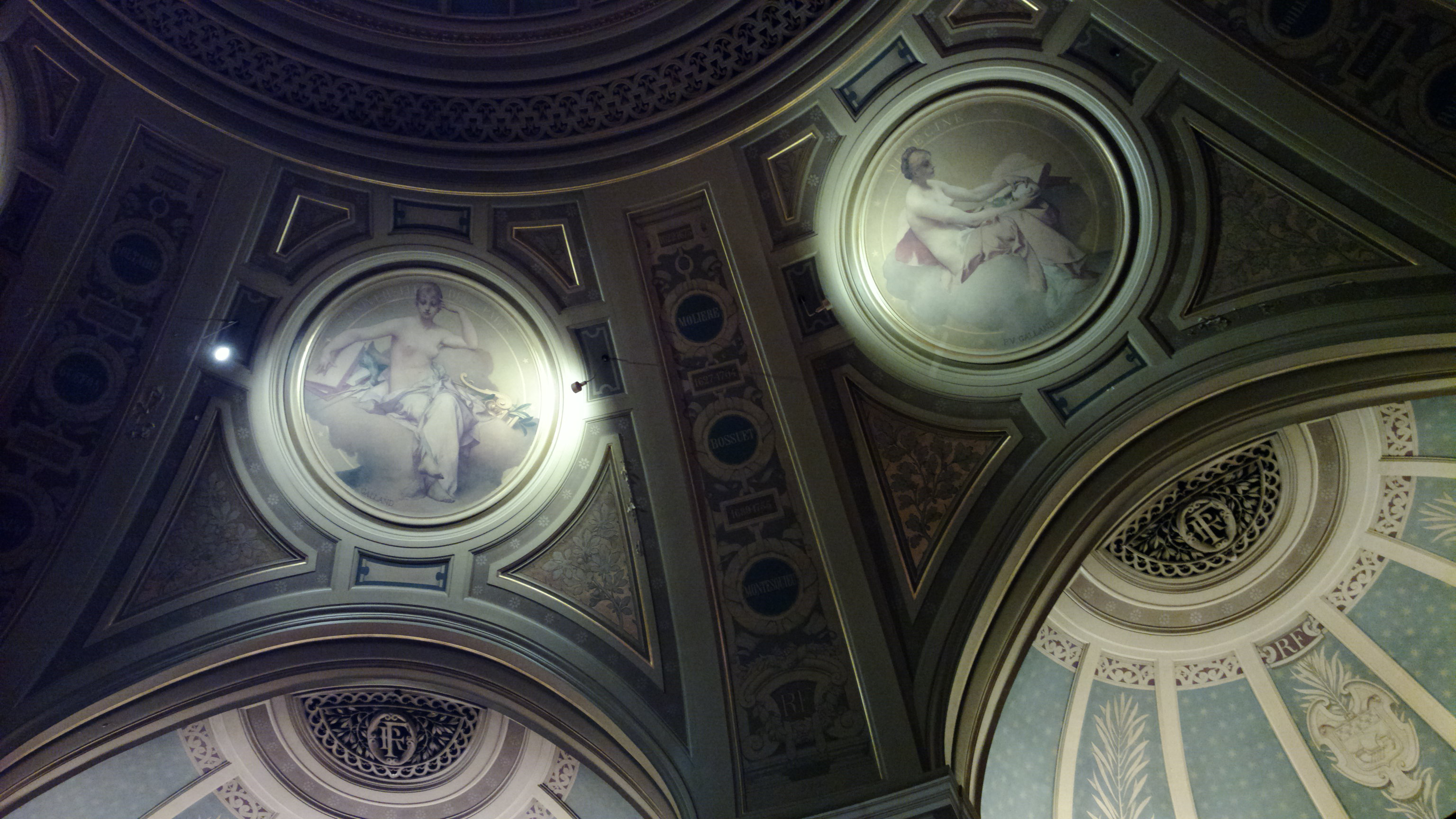
I medaglioni della cupola
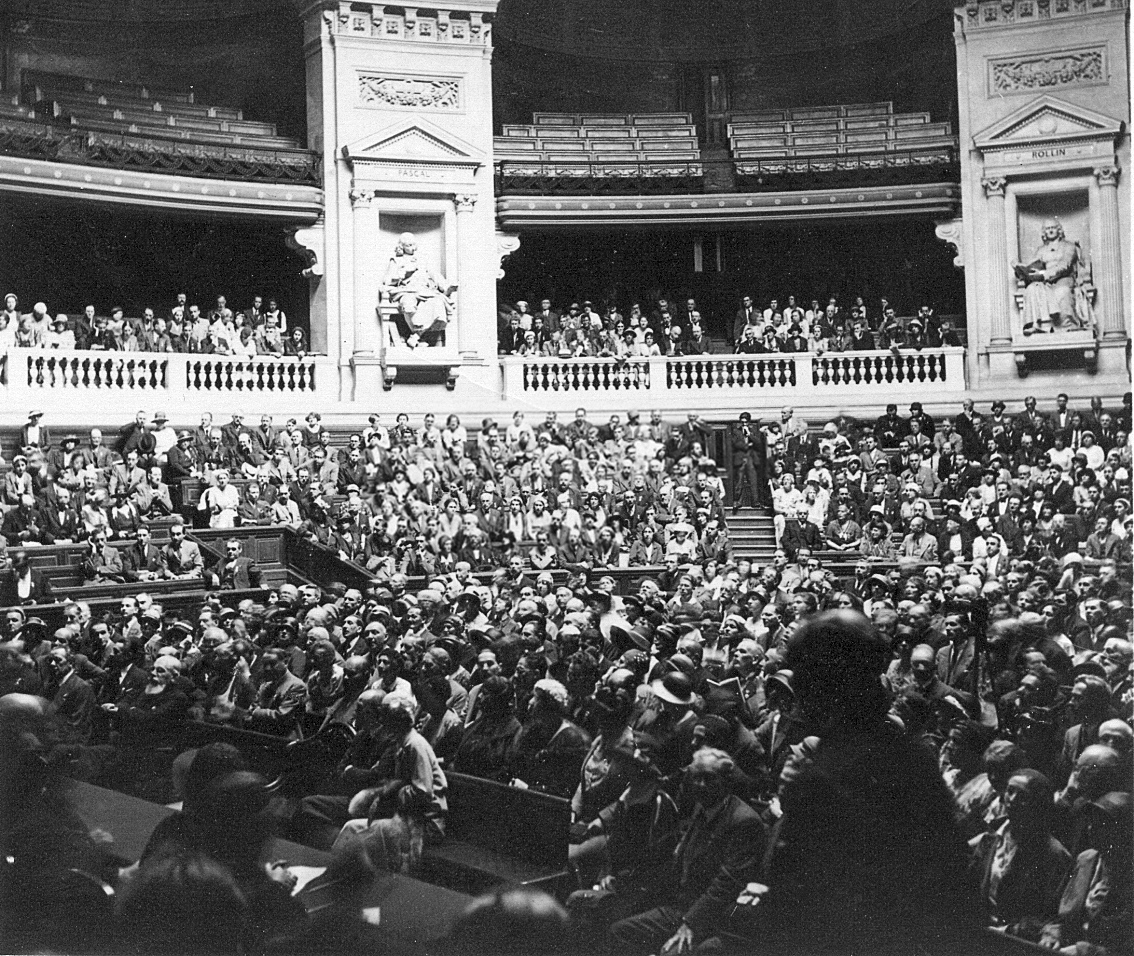
Il Grande Anfiteatro nel 1932
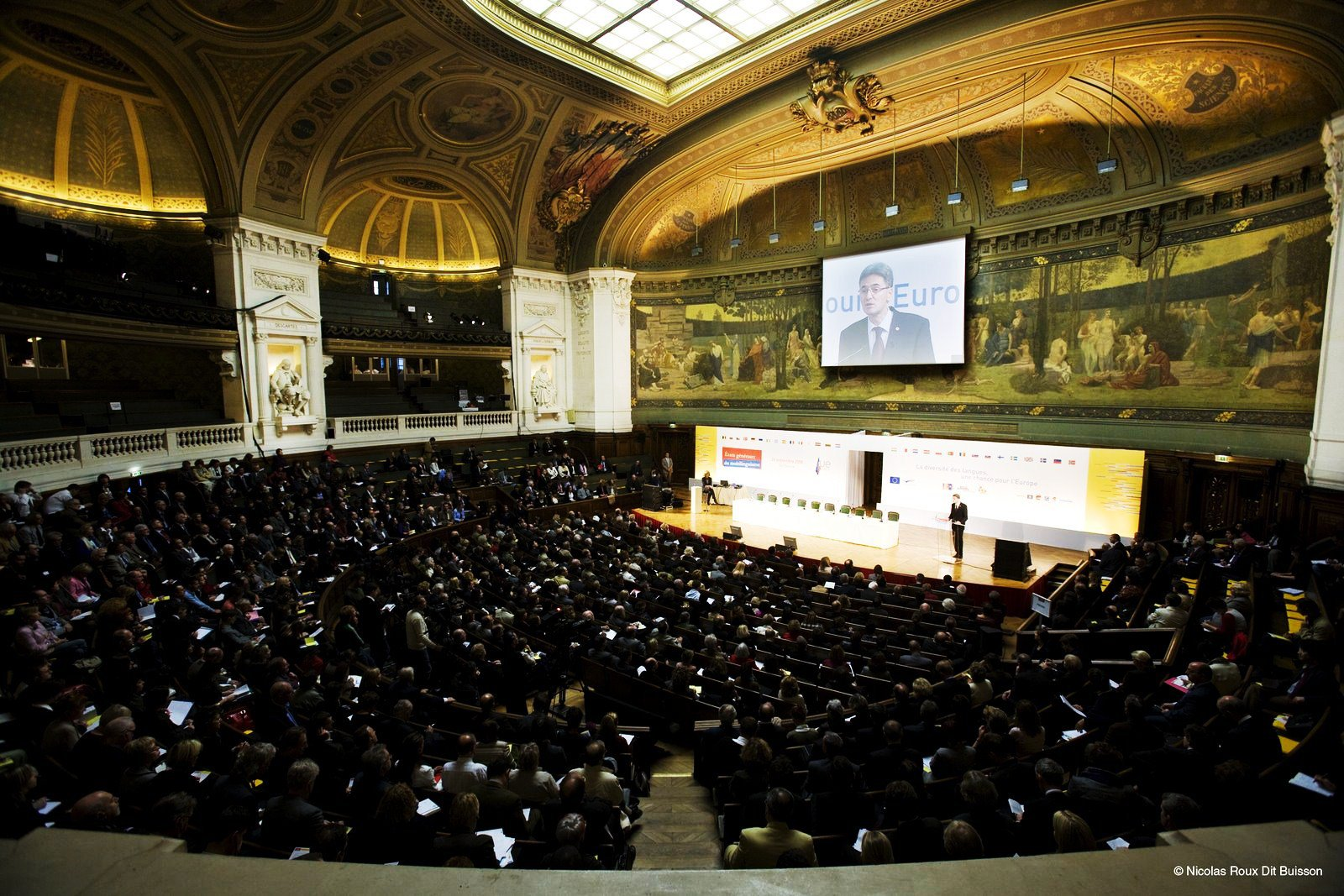
Il Grande Anfiteatro nel 2014